# Ligue des champions de l'OFC 2020
Navigation
Édition précédente Édition suivante
La Ligue des champions de l'OFC 2020 est la 19e édition de la Ligue des champions de l'OFC (la 14e sous cette appellation - anciennement Coupe des Champions d'Océanie). Elle met aux prises les champions des différentes nations affiliées à la Confédération du football d'Océanie (OFC).

## Format
Le format de l’édition précédente, avec une phase de poule à 16 équipes, est reconduit pour cette édition :
- Un tour préliminaire, initialement prévu en décembre 2019, et finalement organisé en janvier 2020, oppose les clubs champions de quatre nations océaniennes : les Tonga, les Samoa américaines, les îles Cook et les Samoa. Les deux meilleures équipes se qualifient pour la phase de poules.
- La phase de poules réunit les 14 équipes exemptes et les vainqueurs du tour préliminaire. Les sept nations ne participant pas au tour préliminaire (les Fidji, la Nouvelle-Calédonie, la Nouvelle-Zélande, les Salomon, la Papouasie-Nouvelle-Guinée, Tahiti et le Vanuatu) ont droit à deux places en phase de poules. Les 16 formations sont réparties en 4 groupes de 4, chacun de ces groupes se déroulant en un lieu unique.
- La phase finale débute au stade des quarts de finale, qui opposent les huit équipes classées premières et deuxièmes de chaque groupe, après un tirage au sort. Les quarts de finale, les demi-finales et la finale se jouent sur un seul match, la finale ayant lieu sur le terrain, prédéterminé par tirage au sort, d'un des deux finalistes.

Le vainqueur de cette compétition participe à la Coupe du monde des clubs 2020.

## Participants
Dix-huit équipes sont théoriquement qualifiées pour cette édition 2020.
| Pays                                              | Club                  | Qualification                                                                 |
| Phase de groupes                                  | Phase de groupes      | Phase de groupes                                                              |
| ------------------------------------------------- | --------------------- | ----------------------------------------------------------------------------- |
| Fidji                                             | Ba FC                 | Champion des Fidji 2019                                                       |
| Fidji                                             | Lautoka FC            | Vice-champion des Fidji 2019                                                  |
| Nouvelle-Calédonie                                | AS Magenta            | Champion de Nouvelle-Calédonie 2018                                           |
| Nouvelle-Calédonie                                | Hienghène Sport       | Vice-champion de Nouvelle-Calédonie 2018                                      |
| Nouvelle-Zélande                                  | Eastern Suburbs       | Champion de Nouvelle-Zélande 2018-2019                                        |
| Nouvelle-Zélande                                  | Auckland City         | Vainqueur de la saison régulière du championnat de Nouvelle-Zélande 2018-2019 |
| Papouasie-Nouvelle-Guinée                         | Lae City              | Champion de Papouasie-Nouvelle-Guinée 2019                                    |
| Papouasie-Nouvelle-Guinée                         | Hekari United         | Vice-champion de Papouasie-Nouvelle-Guinée 2019                               |
| Îles Salomon                                      | Solomon Warriors      | Champion des Salomon 2019-2020                                                |
| Îles Salomon                                      | Henderson Eels (en)   | Vice-champion des Salomon 2019-2020                                           |
| Polynésie française                               | AS Vénus              | Champion de Polynésie française 2018-2019                                     |
| Polynésie française                               | AS Tiaré Tahiti       | Vice-champion de Polynésie française 2018-2019                                |
| Vanuatu                                           | Malampa Revivors (en) | Champion du Vanuatu 2019                                                      |
| Vanuatu                                           | ABM Galaxy            | Finaliste du championnat du Vanuatu 2019                                      |
| Tour préliminaire (Associations en développement) |                       |                                                                               |
| Samoa américaines                                 | Pago Youth            | Champion des Samoa américaines 2018                                           |
| Îles Cook                                         | Tupapa Maraerenga     | Champion des îles Cook 2019                                                   |
| Samoa                                             | Lupe o le Soaga       | Champion des Samoa 2019                                                       |
| Tonga                                             | Veitongo FC           | Champion des Tonga 2019                                                       |

## Compétition
Le tirage au sort des groupes et la désignation des pays hôtes des groupes a lieu le 13 décembre 2019 au siège de l'OFC.

### Tour préliminaire
Le tour préliminaire devait initialement se dérouler au mois de Décembre 2019, pour coïncider avec la fin des championnats des participants, et se jouer aux Samoa. Pour une raison inconnue, les matchs sont reportés à fin Janvier et se déroulent finalement en Nouvelle-Zélande. Le club de Pago Youth, champion des Samoa américaines, déclare finalement forfait à la suite de l'épidémie de rougeole qui sévit dans la région.
Les matchs ont lieu en Nouvelle-Zélande, au	
Ngahue Reserve d'Auckland, du 25 au 31 janvier 2020.
| Rang | Équipe            | Pts     | J       | G       | N       | P       | Bp      | Bc      | Diff    |  | Résultats (▼ dom., ► ext.) | LS | TM  | VE  |
| ---- | ----------------- | ------- | ------- | ------- | ------- | ------- | ------- | ------- | ------- |  | -------------------------- | -- | --- | --- |
| 1    | Lupe o le Soaga   | 4       | 2       | 1       | 1       | 0       | 2       | 0       | +2      |  | Lupe o le Soaga            |    | 0-0 | 2-0 |
| 2    | Tupapa Maraerenga | 2       | 2       | 0       | 2       | 0       | 2       | 2       | 0       |  | Tupapa Maraerenga          |    |     | 2-2 |
| 3    | Veitongo FC       | 1       | 2       | 0       | 1       | 1       | 2       | 4       | -2      |  | Veitongo FC                |    |     |     |
| 0    | Pago Youth        | Forfait | Forfait | Forfait | Forfait | Forfait | Forfait | Forfait | Forfait |  |                            |    |     |     |

### Phase de groupes

#### Groupe A
Les matchs ont lieu en Papouasie-Nouvelle-Guinée, au Sir John Guise Stadium de Port-Moresby, du 16 au 22 février 2020.
| Rang | Équipe           | Pts | J | G | N | P | Bp | Bc | Diff |  | Résultats (▼ dom., ► ext.) | ES | GA  | HU  | HS  |
| ---- | ---------------- | --- | - | - | - | - | -- | -- | ---- |  | -------------------------- | -- | --- | --- | --- |
| 1    | Eastern Suburbs  | 7   | 3 | 2 | 1 | 0 | 8  | 3  | +5   |  | Eastern Suburbs            |    | 2-2 | 2-1 | 4-0 |
| 2    | ABM Galaxy       | 4   | 3 | 1 | 1 | 1 | 7  | 5  | +2   |  | ABM Galaxy                 |    |     | 1-2 | 4-1 |
| 3    | Hekari United    | 4   | 3 | 1 | 1 | 1 | 5  | 5  | 0    |  | Hekari United              |    |     |     | 2-2 |
| 4    | Hienghène Sports | 1   | 3 | 0 | 1 | 2 | 3  | 10 | -7   |  | Hienghène Sports           |    |     |     |     |

#### Groupe B
Les matchs ont lieu au Vanuatu, au Soccer City Stadium de Luganville, du 15 au 21 février 2020.
| Rang | Équipe           | Pts | J | G | N | P | Bp | Bc | Diff |  | Résultats (▼ dom., ► ext.) | MR | HE  | LAE | LAU |
| ---- | ---------------- | --- | - | - | - | - | -- | -- | ---- |  | -------------------------- | -- | --- | --- | --- |
| 1    | Malampa Revivors | 5   | 3 | 1 | 2 | 0 | 6  | 3  | +3   |  | Malampa Revivors           |    | 2-2 | 3-0 | 1-1 |
| 2    | Henderson Eels   | 5   | 3 | 1 | 2 | 0 | 8  | 7  | +1   |  | Henderson Eels             |    |     | 3-3 | 3-2 |
| 3    | Lae City         | 4   | 3 | 1 | 1 | 1 | 10 | 6  | +4   |  | Lae City                   |    |     |     | 7-0 |
| 4    | Lautoka FC       | 1   | 3 | 0 | 1 | 2 | 3  | 11 | -8   |  | Lautoka FC                 |    |     |     |     |

#### Groupe C
Les matchs ont lieu en Nouvelle-Calédonie, au Stade Numa-Daly de Nouméa, du 1er au 7 mars 2020.
À la suite de tests sanguins exigés par les autorités locales, trois joueurs de Tupapa Maraerenga (ainsi que deux des Solomon Warriors) sont contrôlés négatifs concernant la vaccination contre la rougeole, et ne sont donc pas autorisés à s'entraîner ni à jouer les matchs. Le club de Tupapa Maraerenga ne souhaite plus participer à la compétition et quitte la Nouvelle-Calédonie dès le 1er mars 2020, déclarant forfait pour ses trois matchs.
| Rang | Équipe            | Pts     | J       | G       | N       | P       | Bp      | Bc      | Diff    |  | Résultats (▼ dom., ► ext.) | MA | SW  | TT  |
| ---- | ----------------- | ------- | ------- | ------- | ------- | ------- | ------- | ------- | ------- |  | -------------------------- | -- | --- | --- |
| 1    | AS Magenta        | 6       | 2       | 2       | 0       | 0       | 5       | 2       | +3      |  | AS Magenta                 |    | 2-0 | 3-2 |
| 2    | Solomon Warriors  | 3       | 2       | 1       | 0       | 1       | 1       | 2       | -1      |  | Solomon Warriors           |    |     | 1-0 |
| 3    | AS Tiaré Tahiti   | 0       | 2       | 0       | 0       | 2       | 2       | 4       | -2      |  | AS Tiaré Tahiti            |    |     |     |
| 0    | Tupapa Maraerenga | Forfait | Forfait | Forfait | Forfait | Forfait | Forfait | Forfait | Forfait |  |                            |    |     |     |

#### Groupe D
Les matchs ont lieu à Tahiti, au stade communal de Mahina, du 1er au 7 mars 2020, après avoir initialement été prévus au stade Pater de Pirae.
Cependant, de fortes pluies ont rendu impraticable le terrain de Mahina et les deux premiers matchs du groupe (Ba F.C. - Auckland City, et A.S. Vénus - Lupe o le Soaga) sont relocalisés au stade Pater par les organisateurs.
| Rang | Équipe          | Pts | J | G | N | P | Bp | Bc | Diff |  | Résultats (▼ dom., ► ext.) | AC | VE  | LS  | BA  |
| ---- | --------------- | --- | - | - | - | - | -- | -- | ---- |  | -------------------------- | -- | --- | --- | --- |
| 1    | Auckland City   | 9   | 3 | 3 | 0 | 0 | 9  | 0  | +9   |  | Auckland City              |    | 1-0 | 2-0 | 6-0 |
| 2    | AS Vénus        | 6   | 3 | 2 | 0 | 1 | 10 | 3  | +7   |  | AS Vénus                   |    |     | 6-0 | 4-2 |
| 3    | Lupe o le Soaga | 3   | 3 | 1 | 0 | 2 | 4  | 11 | -7   |  | Lupe o le Soaga            |    |     |     | 4-3 |
| 4    | Ba FC           | 0   | 3 | 0 | 0 | 3 | 5  | 14 | -9   |  | Ba FC                      |    |     |     |     |

### Phase finale
Le tirage au sort devait normalement avoir lieu après les phases de groupe.
Le 9 mars, l'OFC indique la suspension de tous ses tournois jusqu'au 6 mai, à la suite de la pandémie de Covid-19. Le 14 mai, la confédération publie un communiqué indiquant que les quarts de finale se dérouleront au plus tôt en septembre 2020, et que des dates plus précises seront données à partir du 31 juillet en fonction des décisions gouvernementales des pays concernés.
Le 4 septembre, l'OFC annonce l'annulation de la phase finale, en raison des restrictions de voyage et de franchissement des frontières dues à la pandémie. Il est acté qu'aucun club ne sera couronné champion d'Océanie cette année ; une décision concernant le représentant potentiel de l’Océanie à la Coupe du monde des clubs 2020 sera prise une fois que la FIFA aura rendu publique sa décision de maintenir ou d'annuler cette épreuve.
Bien que reportée à février 2021, la Coupe du monde des clubs est maintenue, et le 19 novembre, le comité exécutif de l'O.F.C. indique avoir désigné Auckland City comme représentant de l'Océanie pour cette compétition. Le 15 janvier 2021, le club indique qu'il renonce à participer à cette compétition, en raison des mesures sanitaires exigées par les autorités néo-zélandaises pour combattre la pandémie de Covid-19.